# Ophiomyia verbasci
Ophiomyia verbasci este o specie de muște din genul Ophiomyia, familia Agromyzidae, descrisă de Cerny în anul 1991. Conform Catalogue of Life specia Ophiomyia verbasci nu are subspecii cunoscute.